# Pietro Ingrao
Pour les articles homonymes, voir Ingrao.
Pietro Ingrao, né le 30 mars 1915 à Lenola et mort le 27 septembre 2015 à Rome, est un homme politique, journaliste et résistant italien.
Membre historique de l'aile gauche du Parti communiste italien (PCI), il dirige L’Unità, le quotidien du parti, de 1947 à 1957, et préside la Chambre des députés de 1976 à 1979.

## Biographie
Pietro Ingrao nait dans la petite ville de Lenola (à l'époque la région de la Terre de Labour en Campanie, aujourd'hui dans la province de Latina dans le Latium) dans une famille de propriétaires terriens.
Il étudie au collège à Santa Maria Capua Vetere et au lycée à Formia où il fait la connaissance des professeurs Pilo Albertelli et Gioacchino Gesmundo qui influencent profondément sa formation.
Il commence son activité antifasciste en 1939 bien qu'auparavant inscrit au Gruppo Universitario Fascista. Durant cette période, il remporte un lictoriale de la culture et des arts. Il adhère au Parti communiste italien en 1940 et il participe activement à la résistance comme partisan.
À la fin de la Seconde Guerre mondiale, il est le leader incontesté d'une tendance du PCI tenant des positions marxistes très attentives aux changements de la société. Il représente l'aile gauche du parti, ce qui ne l'empêche pas de voter pour l'expulsion de dissidents de gauche qui sont proches de lui et qui se regroupaient autour de la revue Il Manifesto, bien qu’exprimant en privé ses doutes. Il s'oppose aussi fréquemment à Giorgio Amendola, qui représente l'aile droite du parti.
De manière ininterrompue, il est député de 1948 à 1992, et directeur du quotidien l'Unità du 11 février 1947 au 15 janvier 1957. Par la suite, il entre au comité central du parti et il est le premier communiste à présider la Chambre des députés de 1976 à 1979.
Marié à Laura Lombardo Radice, il eut cinq enfants : Chiara, Renata, Bruna, Celeste et Guido.
Entre 1989 et 1991 il compte parmi les principaux opposants à la dissolution du PCI. Ingrao adhère alors au Partito Democratico della Sinistra où il coordonne le groupe des Comunisti Democratici jusqu'au 15 mai 1993, date de son départ.
Par la suite, il est un indépendant proche du Partito della Rifondazione Comunista, organisation à laquelle il adhère le 3 mars 2005. Aux élections européennes de 2009, il invite à voter pour la Lista Anticapitalista, mais en mars 2010, il déclare voter pour Emma Bonino et Vendola, candidats à la présidence, respectivement, de la région du Latium et de la région des Pouilles.
Pietro Ingrao a écrit des poésies et des essais politiques. Selon un grand nombre de critiques, son œuvre majeure est Appuntamenti di fine secolo, publié en 1995 grâce à la collaboration de Rossana Rossanda. Le 20 octobre 2007, Pietro Ingrao apporte son soutien à la manifestation de la  place Saint-Jean-de-Latran à Rome organisée par la gauche radicale contre la précarité et pour les droits des salariés. Il est l'un des premiers à signer l'appel à la manifestation.
En 2011 il écrit Indignarsi non basta (S'indigner ne suffit pas), réponse à Indignatevi! (Indignez-vous !) de Stéphane Hessel, appel à ne pas céder au désintérêt pour la politique.
Ingrao s'est toujours déclaré non croyant mais a manifesté, à plusieurs occasions, un profond intérêt pour les questions spirituelles et pour les expériences religieuses intenses et cohérentes.
Pour les élections générales italiennes de 2013, il déclare voter pour Sinistra Ecologia Libertà de Nichi Vendola, qui pour Ingrao est l'unique force unitaire de la gauche qui peut aspirer à gouverner l'Italie et être l'acteur d'un changement réel.
Il meurt le 27 septembre 2015 à Rome, à l'âge de 100 ans.

## Distinction
| Chevalier grand croix de l'ordre du Mérite de la République italienne, Rome le 24 juin 1996 |

## Publications
- Masse e potere, Editori Riuniti, Rome, 1977.
- Crisi e terza via, entretien avec Romano Ledda, Editori Riuniti, Rome, 1978.
- Parlamento, regioni, Mezzogiorno. Atti del Convegno presieduto da Pietro Ingrao, Casa del libro, Reggio Calabria, 1980.
- Discorso sul governo Spadolini e sulla lotta per l'alternativa democratica, Grafica editrice romana, Rome, 1981.
- Tradizione e progetto, De Donato, Bari, 1982.
- I poteri si rifondano: quale risposta?, in L'alternativa: culture politiche del Pci alla prova, Editori riuniti riviste, Rome,1986.
- Il dubbio dei vincitori. Poesie, A. Mondadori, Milan, 1986.
- Le cose impossibili. Un'autobiografia raccontata e discussa con Nicola Tranfaglia, Editori Riuniti, Rome, 1990.  (ISBN 88-359-3415-X).
- Interventi sul campo, CUEN, Naples, 1990.  (ISBN 88-7146-136-3).
- L'alta febbre del fare, A. Mondadori, Milan, 1994.  (ISBN 88-04-38149-3).
- Appuntamenti di fine secolo, avec Rossana Rossanda, Manifestolibri, Rome, 1995.  (ISBN 88-7285-089-4).
- Variazioni serali, Il Saggiatore, Milan, 2000.  (ISBN 88-428-0872-5).
- Parti, Pulcinoelefante, Osnago, 2001.
- La guerra sospesa. I nuovi connubi tra politica e armi, Dedalo, Bari, 2003.  (ISBN 88-220-5337-0).
- Non ci sto! Appunti per un mondo migliore, avec Alex Zanotelli, Manni, San Cesario di Lecce, 2003.  (ISBN 88-8176-357-5).
- Una lettera di Pietro Ingrao. Con una risposta di Goffredo Bettini, Cadmo, Fiesole, 2005.  (ISBN 88-7923-326-2).
- Mi sono molto divertito. Scritti sul cinema (1936-2003), Centro sperimentale di cinematografia, Rome, 2006.
- Volevo la luna, Einaudi, Turin ,2006.  (ISBN 88-06-17990-X).
- La pratica del dubbio. Dialogue avec Claudio Carnieri, Manni, San Cesario di Lecce, 2007.  (ISBN 9788881769773).
- Indignarsi non basta. Con Maria Luisa Boccia e Alberto Olivetti, Aliberti editore, 2011.  (ISBN 9788874247851)

## Sources
- (it) Cet article est partiellement ou en totalité issu de l’article de Wikipédia en italien intitulé « Pietro Ingrao » (voir la liste des auteurs).

### Sitographie
- (it) « Benvenuti nel sito di Pietro Ingrao » [archive du 13 septembre 2017]